# (6235) Burney
(6235) Burney est un astéroïde de la ceinture principale découvert le 14 novembre 1987 par Seiji Ueda et Hiroshi Kaneda à Kushiro.
Il est nommé ainsi en l'honneur de Venetia Phair (née Burney) (1919–2009) qui à 11 ans proposa le nom de Pluto (Pluton) pour la planète naine aujourd'hui connue sous cette appellation. À cette époque, Pluton était en effet considérée comme une planète.